# 三品瑠香
三品 瑠香（みしな るか、2001年3月17日 - ）は、日本の女性アイドルで、わーすたの最年少メンバーである。
愛知県出身。エイベックス・マネジメント所属。血液型はA型。愛称は、るー、るか。

## 経歴
兄の影響で幼稚園の頃からダンスを始めており、『a-nation'11』アクトダンサーや『TRF 20TH Anniversary Tour』エキストラダンサーを経験した。
2013年開催の『avex アイドルオーディション2013』に合格し、同年7月2日、iDOL Streetのデビュー候補生であるストリート生4期生でw-Street NAGOYAのメンバーとして加入したことが発表された。2015年3月にはiDOL Street第4弾グループわーすたのメンバーに選ばれたことが発表された。高校1年の時に上京。
2016年10月20日にはファッション雑誌『LOVE berry』の専属モデルとしてもデビューしている。
2018年にギターを始めたが飲み込みは良いようであると評価されている。
2021年3月17日には、二十歳の誕生日に合わせて、三品自身の作詞・作曲による「さよなら、わたし」を配信限定でリリースした。

## 人物
わーすたでのイメージカラーはパステルピンク。廣川奈々聖とともにグループのメインボーカルを担当している。わーすたに参加するまでは、アイドルというよりはヒップホップ系のダンサーであったため、アイドルになるまであまり邦楽は聴いていなかった。また当初は猫耳アイドルとなることに躊躇があったというが、猫耳について2018年のインタビューでは「ネコミミはあるものだ」とし、すっかり馴染んでいる。アイドル観として、GEMの武田舞彩の歌唱力をリスペクトしていたが、グループが解散して寂しく思っている、と述懐している。今のところアイドル以外何ができるわけでもないとし、アイドルとしての自分に確かな立ち位置を感じている趣旨の発言をしている。
食べ物の嗜好について、から揚げが一番の好物。元々ミルクティーは飲めなかったが、タピオカミルクティーに出会ってから転向、ミルクティーそのものも好物となった。アイスはコンビニなどで売っている定番ものを好む。例としてパルム、スーパーカップを挙げている。愛知出身ということで上京した現在でも地域色のある食べ方は抜けず、おでんには味噌、冷やし中華にはマヨネーズというアレンジをし、他のメンバーにツッ込まれたりしている。好きなアーティストは、私立恵比寿中学、chrisbrown、Bruno Marsである。

## 作品

### 配信楽曲
- さよなら、わたし（2021年3月17日）
- カタルシス demo ver.（2021年3月17日）　-「さよなら、わたし」フォトブック(限定盤)購入者特典
- 優しい泡（2022年3月20日）
- どうせなら（2023年3月17日）
- GO TO HELL!!!!!（2024年4月24日）
- 指先に夏（2024年7月10日）

### 未音源化曲
- 自惚れ正義
- 揺蕩うメロディ
- ひとりの惑星
- 春風の行く先で

### 参加楽曲
- Cheer song project 1st unit「エール」（2020年6月24日）[13]
- 日本マイクロソフト「Windows 11 の世界へ」CMソング（2021年10月5日）[14]
- 『悪ノ娘』劇中歌CDアルバム（2021年10月8日）[15]
  - 海岸
  - 噂〜そのかかし〜
  - 悪ノ召使

## 出演

### テレビ
- JAにしみの合併15周年記念特別番組「にしみのお宝探し」（2014年12月21日、ぎふチャンテレビ）

### ラジオ
- わーすた 三品瑠香の推しがいればそれでいい。（2021年1月2日 - 3月27日 、文化放送） - 『A&Gリクエストアワー 阿澄佳奈のキミまち!』内

### MV
- め組「春風5センチメンタル」（2019年） - 主演[16][17]

### 広告
- 参天製薬「RADIO EVA×サンテFX」（2020年7月） - モデル[18]
- 日本マイクロソフト「Windows 11 の世界へ」篇（2021年10月5日） - CM楽曲歌唱[14][19]

### ライブ・イベント
- 超十代 - ULTRA TEENS FES - 2017@TOKYO（2017年3月28日、幕張メッセ 国際展示場6・7ホール） - LOVE berryステージにラブベリー専属モデルとして出演[20][21]
- OTODAMA×@JAM SPECIAL COLLABORATION LIVE 2017（2017年8月18日、OTODAMA SEA STUDIO） - ソロ歌唱出演[22]
- UNIDOL 2017-18 Valentine（2018年2月14日、STUDIO COAST） - 「口説きラップバトル in 新木場STUDIO COAST」特別審査員として出演[23]
- Tokyo Street Collection（2018年5月3日、武蔵野の森総合スポーツプラザ メインアリーナ） - モデルとして出演[24][25]
- ∀iDOL LOUNGE supported by MIKIO SAKABE×iCON DOLL LOUNGE（2018年6月7日、表参道GROUND） - モデルとして出演[26]
- 三品瑠香 生誕イベント「遅ればせながらbirthしたdayLIVE」（2020年7月24日） - 無観客ソロライブをオンライン（OPENREC.tv）で配信[27]
- 令和のオラキオ4（2021年4月10日、LOFT9 Shibuya）[28]
- 三品瑠香生誕LIVE 〜21だね!ひゅうひゅう!〜（2022年3月19日、新宿FACE） - 杉下凜（Guitar）、MINA（Bass）、Yanome（Drums）、大中美穂（Keyboard）が参加した[29][30]。
- 三品瑠香 Birthday Live 〜やったれ!vol.22〜（2023年3月11日、神田スクエアホール）
- 三品瑠香Acoustic Live〜かくしべや〜（2023年9月10日、吉祥寺SHUFFLE） [31]
- 吉祥寺SHUFFLE presents SHUFFLE SPECIAL LIVE!!（2024年1月23日、吉祥寺SHUFFLE）
- 三品瑠香BANDLIVE〜日々是好日〜（2024年4月14日、下北沢シャングリラ）
- 三品瑠香Acoustic Live〜かくしべや2〜（2024年11月11日、12日、西川口Live House Hearts）
- 三品瑠香BANDLIVE〜此処は此処で、ヘヴン!〜（2024年3月16日、下北沢シャングリラ）

### 舞台
- ミュージカル『悪ノ娘』（2021年10月8日 - 12日、草月ホール / 2024年3月13日 - 17日、こくみん共済 coop ホール／スペース・ゼロ） - W主演・アレン 役[32][33]

## 書籍

### 雑誌連載
- LOVE berry（2016年10月 - 2017年12月[注 1]、徳間書店） - 専属モデル

### 写真集
- 三品瑠香 1st写真集『EPHEMERAL』（2019年5月17日、徳間書店）ISBN 978-4-19-864852-7[34]
- わーすた 三品瑠香 2nd写真集『ひととき』（2022年12月22日、主婦の友インフォス）ISBN 978-4-07-452765-6